# 1111

1111(천백십일)은 1110보다 크고 1112보다 작은 자연수다.

## 수학
- 합성수로, 그 약수는 1, 11, 101, 1111이다. 진약수의 합은 113이므로, 1111은 부족수다.
  - 324번째 반소수다. 앞의 반소수는 1101, 다음 반소수는 1114다.
- {\displaystyle 1111=11^{2}+12^{2}+13^{2}+14^{2}+15^{2}+16^{2}}
  - 연속하는 자연수 6개의 제곱합으로 나타낼 수 있으며, 이 성질을 지닌 앞의 수는 955, 다음 수는 1279다.
- 4자리 회문수 중 같은 숫자가 반복되는 가장 작은 수다.
- {\displaystyle 10^{4}-1}은 1111로 나누어떨어진다.

## 과학
- NGC 1111(독일어판, 프랑스어판): 양자리 방향에 있는 렌즈형은하.
- 1111 라인무티아(영어판): 소행성.

## 군사
- 1111 작전: 미얀마 내전 관련 작전의 하나.

## 문화유산
- 대한민국의 보물 제1111호: 찬도방론맥결집성 권1, 3

## 기타
- 날짜: 11월 11일
- 연도: 1111년, 기원전 1111년
- 1111 링컨 로드(영어판): 미국 플로리다주 마이애미비치에 있는 주차장 건물
- 1111 서드 애비뉴(영어판): 미국 워싱턴주 시애틀에 있는 사무용 건물.
- 1111 펜실베이니아 애비뉴(영어판): 미국 워싱턴 D.C.에 있는 사무용 건물.
- 쿠아르테투 1111(영어판, 포르투갈어판): 포르투갈의 록 밴드.

## 같이 보기
- 1000